# Tor Stolpe
Tor Björn Stolpe, född 25 april 1927 i Tavastehus, död 10 december 2011, var en finländsk industriman. 
Stolpe blev filosofie kandidat och filosofie magister 1954. Han var geolog vid Oy Vuoksenniska Ab 1954–1957, platschef vid Jussarö gruva 1959–1965, anställdes vid Kymmene Ab 1968 och var chef för bolagets metallindustri 1970–1976. Han blev direktör för industrigrupp I vid Oy Wärtsilä Ab 1976 och var verkställande direktör för hela företaget 1978–1989. På denna post etablerade han Wärtsilä som ett multinationellt företag genom ett flertal företagsköp främst i Skandinavien och USA. Han tilldelades bergsråds titel 1981 och invaldes som ledamot av Kungliga Ingenjörsvetenskapsakademien i Stockholm 1985.

## Utmärkelser
- Riddartecknet av I klass av Finlands Vita Ros’ orden[1]
- Kommendörstecknet av I klass av Finlands Lejons orden[2]
- Militärens förtjänstmedalj[3]

[Redigera Wikidata]